# Patan (Jabalpur)
Patan é uma cidade e uma nagar panchayat no distrito de Jabalpur, no estado indiano de Madhya Pradesh.

## Geografia
Patan está localizada a 22° 32′ N, 79° 25′ L. Tem uma altitude média de 652 metros (2 139 pés).

## Demografia
Segundo o censo de 2001, Patan tinha uma população de 13 215 habitantes. Os indivíduos do sexo masculino constituem 53% da população e os do sexo feminino 47%. Patan tem uma taxa de literacia de 66%, superior à média nacional de 59,5%: a literacia no sexo masculino é de 72% e no sexo feminino é de 58%. Em Patan, 14% da população está abaixo dos 6 anos de idade.